# Conociendo a la primera dama
«iMeet the First Lady» (en Latinoamérica y España: «Conociendo a la primera dama») es un episodio especial de la quinta temporada de iCarly que en Estados Unidos se estrenó el 16 de enero de 2012, en Latinoamérica se estrenó el 3 de abril de 2012 después de los Kids Choice Awards 2012, en España el 29 de junio de 2012.

## Reparto
- Miranda Cosgrove - Carly Shay
- Jennette McCurdy - Samantha "Sam" Puckett
- Nathan Kress - Fredward "Freddie" Benson
- Jerry Trainor - Spencer Shay
- Noah Munck - Gibby Gibson
- Michelle Obama - Ella Misma

## Sinopsis
Carly y Spencer están emocionados debido a que su padre, el coronel Steven Shay, regresará de sus misiones en la fuerza aérea norteamericana para celebrar su cumpleaños con sus hijos en Seattle. Sin embargo, no logra regresar debido a una misión de emergencia, dejando a Carly muy triste. Sam y Freddie deciden ayudar a su mejor amiga a reunirse con su padre hackeando la señal de comunicación de la base militar donde él está, sorprendiéndola con un chat en vivo en iCarly. Sin embargo, días después, agentes de la oficina de inteligencia gubernamental vienen al apartamento de Carly porque el webshow ha sido visto por una de las personas más importantes del gobierno de los Estados Unidos. Sam idea un plan para salir del país creyendo que irán a la cárcel por haber hackeado una señal militar, pero los agentes llevan a los chicos ante la primera dama de los Estados Unidos, Michelle Obama. Obama, que había visto el webshow (es una gran fan de iCarly), le habla a los chicos acerca de las leyes sobre contactar a militares en servicio con sus familias, y felicita a Sam y Freddie por lo que hicieron y a Carly por sentirse orgullosa de que su padre esté en la milicia y apoyarlo. En agradecimiento, los chicos la invitan a participar en iCarly, donde la primera dama gana todos los concursos y hasta toma parte en una sesión de Baile Improvisado.

## Audiencia

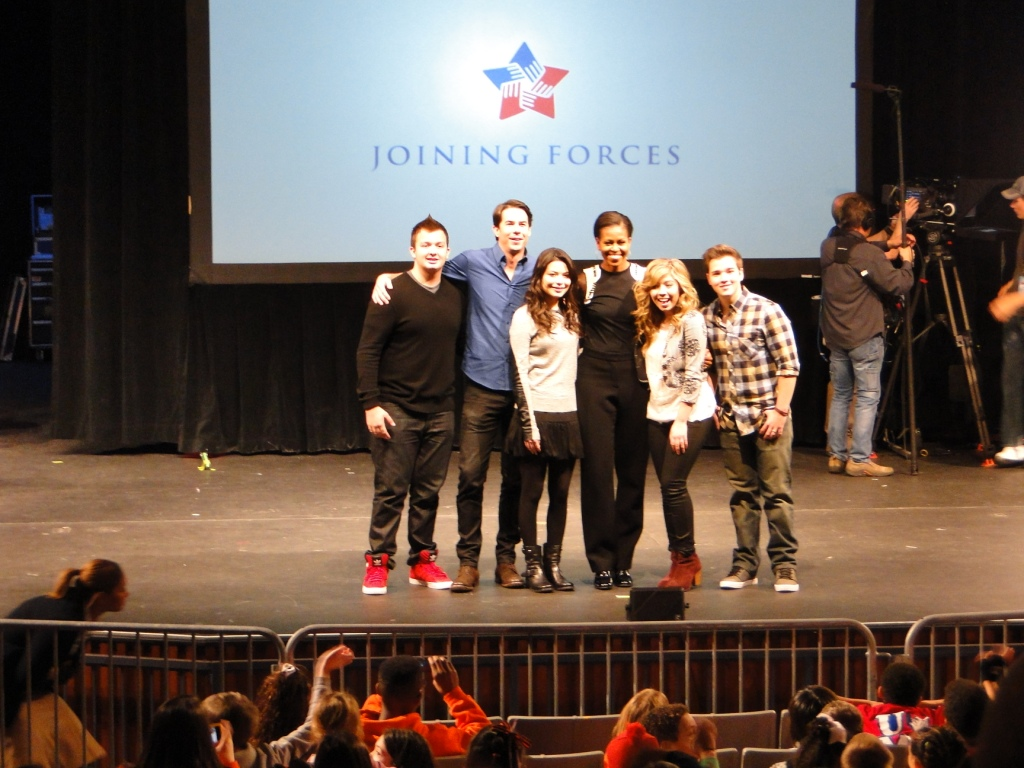
El elenco de iCarly, Noah Munck, Jerry Trainor, Miranda Cosgrove, Jennette McCurdy y Nathan Kress con la primera dama Michelle Obama en un evento en promoción del episodio "iMeet the First Lady".

El episodio se estrenó el 16 de enero de 2012 en Estados Unidos, hubo muchos comentarios positivos a este episodio de la serie, estrenado por Nickelodeon, un total de 4.3 millones de espectadores tuvo este episodio, en Latinoamérica este episodio alcanzó un pico de audiencia con 5.86 puntos de índice de audiencia en México (7-14 años), en Argentina, la audiencia fue creciendo durante el bloque, aumentando considerablemente en comparación con las 4 semanas anteriores: + 29% 4-11 y +138% 12-17.